# Петрештій-де-Сус
Петрештій-де-Сус (рум. Petreștii de Sus) — село у повіті Клуж в Румунії. Входить до складу комуни Петрештій-де-Жос.
Село розташоване на відстані 302 км на північний захід від Бухареста, 25 км на південь від Клуж-Напоки.

## Населення
За даними перепису населення 2002 року у селі проживали 107 осіб, усі — румуни. Усі жителі села рідною мовою назвали румунську.